# Volver a empezar (película de 2020)
Volver a empezar (título original en inglés: Herself) es una película de drama de 2020 dirigida por Phyllida Lloyd, a partir de un guion de Malcolm Campbell y Clare Dunne. La película está protagonizada por Dunne, Harriet Walter y Conleth Hill. En España se ha estrenado con el título Volver a empezar (Herself).
Tuvo su estreno mundial en el Festival de Cine de Sundance el 24 de enero de 2020. Fue estrenada en los Estados Unidos en un lanzamiento limitado el 30 de diciembre de 2020, seguido de transmisión digital en Prime Video el 8 de enero de 2021 por Amazon Studios.

## Sinopsis
Sandra (Clare Dunne), madre soltera, ha estado luchando para arreglárselas con sus dos hijas pequeñas. Después de que el sistema de vivienda se niegue a darle un nuevo hogar, Sandra decide construir el suyo propio mientras cuenta con la ayuda de una comunidad amigable y un puñado de nuevos amigos. Con este nuevo propósito, Sandra se redescubre a sí misma: hasta que su abusivo exmarido la demanda por la custodia de los niños.

## Reparto
- Clare Dunne como Sandra
- Harriet Walter como Peggy
- Conleth Hill como Aido
- Molly McCann como Molly
- Ruby Rose O'Hara como Emma
- Cathy Belton como Jo
- Rebecca O'Mara como Grainne
- Ericka Roe como Amy
- Ian Lloyd Anderson como Gary
- Sean Duggan como Ciaran Crowley
- Aaron Lockhart como Tomo
- Anita Petry como Rosa
- Dmitry Vinokurov como Dariusz

## Producción
En marzo de 2019, se anunció que Phyllida Lloyd dirigiría la película, a partir de un guion de Malcolm Campbell y Clare Dunne. Dunne también protagoniza la película. En abril de 2019, Conleth Hill y Harriet Walter se unieron al elenco de la película.

## Lanzamiento
Tuvo su estreno mundial en el Festival de Cine de Sundance el 24 de enero de 2020. Poco después, Amazon Studios adquirió los derechos de distribución de la película en Estados Unidos. Fue estrenada en los Estados Unidos en un lanzamiento limitado el 30 de diciembre de 2020, seguido de transmisión digital en Prime Video el 8 de enero de 2021.

## Recepción
En el agregador de reseñas Rotten Tomatoes, la película tiene una calificación de aprobación del 100% basada en 13 reseñas de críticos.